# ويلي كاباييرو
ويلي كاباييرو (بالإسبانية: Willy Caballero)‏؛ مواليد 28 سبتمبر 1981 في الأرجنتين، هو لاعب كرة قدم أرجنتيني يلعب لنادي تشيلسي كحارس مرمى. فاز بميدالية أوليمبية في مسابقة كرة القدم. بدأ ويلي كاباييرو مسيرته الرياضية عام 2001 مع بوكا جونيورز. وحقق العديد من البطولات أهمها دوري أبطال أوروبا في 2021 مع نادي تشيلسي الانجليزي

## روابط خارجية
- ويلي كاباييرو على موقع الاتحاد الدولي (مؤرشف)  (الإنجليزية)
- ويلي كاباييرو على موقع الاتحاد الأوربي (الإنجليزية)
- ويلي كاباييرو على موقع قاعدة بيانات كرة القدم.إي يو (الإنجليزية)
- ويلي كاباييرو على موقع ليكيب (الفرنسية)
- ويلي كاباييرو على موقع ناشيونال فوتبول تيمز (الإنجليزية)
- ويلي كاباييرو على موقع Soccerbase.com (لاعب) (الإنجليزية)
- ويلي كاباييرو على موقع Soccerway.com (الإنجليزية)
- ويلي كاباييرو على موقع عالم كرة القدم.نت (الإنجليزية)
- ويلي كاباييرو على موقع أوليمبيديا (الإنجليزية)
- ويلي كاباييرو على موقع AS.com (الإسبانية)